# Menisporopsis pirozynskii
Menisporopsis pirozynskii är en svampart som beskrevs av Varghese & V.G. Rao 1978. Menisporopsis pirozynskii ingår i släktet Menisporopsis och familjen Chaetosphaeriaceae.   Inga underarter finns listade i Catalogue of Life.